# Saints Row: Gat Out of Hell
Saints Row: Gat out of Hell — пригодницька гра 2015 року, розроблена компаніями Volition і High Voltage Software, видана Deep Silver і розповсюджувана Square Enix в Північній Америці. Гра вийшла для Microsoft Windows, Linux, PlayStation 3, PlayStation 4, Xbox 360 і Xbox One. Версії гри для PlayStation 3 та Xbox 360 були випущені як у фізичному, так і в цифровому вигляді; так само як і версії для PlayStation 4 та Xbox One, хоча останні дві також вийшли в комплекті з грою Saints Row IV: Re-Elected.
Гра є окремим доповненням до Saints Row IV 2013 року і не вимагає наявності базової гри. Вона слугує епілогом до Saints Row IV і розповідає про членів «Святих Третьої вулиці» Джонні Ґета та Кінзі Кенсінгтон, які намагаються врятувати «Боса» з пекла після того, як їх викрав Сатана. Gat out of Hell отримала змішані відгуки від критиків, які хвалили її унікальну передумову, сеттінг і цікавий геймплей, але критикували за коротку тривалість, застарілу графіку, побічний контент, що повторюється, і технічні проблеми.

## Ігровий процес
Гравець керує Джонні Ґетом або Кінзі Кенсінгтон у відкритому світі. Gat out of Hell поділяє багато ігрових аспектів з попередніми частинами, будучи в основному шутером від третьої особи у відкритому місті, наповненому квестами, другорядними цілями та різноманітними колекційними предметами. Надлюдські здібності повертаються з Saints Row IV. Gat out of Hell вводить «ангельський політ», що дає гравцеві крила. На відміну від попередніх ігор Saints Row, гравці не можуть налаштовувати ігрових персонажів; однак, імпортуючи збереження Saints Row IV, гравці можуть імпортувати свого власного персонажа Боса, щоб замінити стандартного Боса.
На відміну від ігрового прогресу в попередніх іграх, гравці просуваються по сюжету, виконуючи завдання, щоб заповнити лічильник «Гніву Сатани», який розблоковує кат-сцени та інші елементи сюжету. Дія Gat out of Hell відбувається у новому для серії відкритому світі, Новому Аїді, що складається з п'яти островів: Shantytown, Barrens, Downtown, Forge і the Den, які оточують центральну вежу на середньому острові.
Гравець може літати по відкритому світу пекла. Вони також можуть викликати союзників-демонів, щоб літати разом з ними. Зброя гри натхненна сімома смертними гріхами (наприклад, Гармата Обжерливості, яка стріляє тістом для тортів у ворогів, щоб інші люди могли споживати).

## Сюжет
Святі з Третьої вулиці влаштовують вечірку з нагоди дня народження лейтенанта Кінзі Кенсінгтон (Наталі Ландер) на своєму космічному кораблі, але під час гри в спіритичну дошку, яка колись належала Алістеру Кроулі, вони мимоволі зв'язуються з Сатаною (Тревіс Віллінгем), який проголошує, що Бос (Трой Бейкер, Кенні Бланк, Робін Аткін Давнс, Лора Бейлі, Діана Мішель, Сумалі Монтано або Нолан Норт) одружиться на його дочці Джезібель (Кейт Рейндерс). Сатана тягне Боса до пекла, а Джонні Ґет (Деніел Де Кім) і Кінзі зголошуються його врятувати.
Прибувши в столицю пекла Новий Аїд, Джонні і Кінзі виявляють, що корпорація Ultor має тут філію, і стикаються з їхнім генеральним директором і колишнім ворогом Святих, Дейном Вогелем (Джей Мор). Вогель заперечує свою причетність до викрадення Боса, але визнає, що користується перевагами пекельної економіки, і пропонує допомогти Святим врятувати Боса. За порадою Вогель, Джонні і Кінзі намагаються привернути увагу Сатани, завербувавши кількох союзників по всьому пеклу, серед яких Віола (Саша Грей) і Кікі ДеВінтер (Ешлі Берч), Чорна Борода (Метью Мерсер), Вільям Шекспір і Влад Цепеш (обидва — Ліам О'Брайен). Зрештою, Єзавель, яка почала бунтувати проти свого батька, знаходить Джонні і веде його протистояти сатані. Джонні здається після того, як Сатана погрожує вбити Єзавель, спонукаючи Сатану назвати йому ім'я, гідного одружитися з його дочкою. Джонні погоджується, коли Сатана обіцяє звільнити Кінзі та Боса, але на весіллі передумує і намагається вбити Сатану. Вбивши за допомогою Кінзі його поплічників, Джонні перемагає Сатану, який виганяє його, Кінзі, Боса та Єзавель назад у царство смертних.
Однак Джонні затримує Бог (Натан Філліон), який розповідає, що Сатана готував вторгнення на Небеса, оскільки Зін'як прискорив Апокаліпсис, знищивши Землю, і сподівався використати Боса як генерала своєї армії. Бог пропонує віддячити Джонні за перемогу над Сатаною, давши йому одну з п'яти нагород:
-потрапити на Небеса, щоб возз'єднатися зі своєю дівчиною Аїшею
-повернутися в Пекло і стати його новим королем
-знайти нову батьківщину для Святих, щоб відродити людство
-відтворити Землю
-розкрити таємниці Всесвіту
Відтворення Землі веде до часової лінії «Агенти Хаосу»(Agents of Mayhem); всесвіт Saints Row перекроюється, і Джонні стає лейтенантом поліції Сеула, сподіваючись знайти своїх друзів. Поки Кінзі та Метт Міллер (Юрій Ловенталь) розмовляють про полонену жінку на ім'я «Сірка», Джонні готується до її допиту.

## Розвиток
У грудні 2013 року комік Джей Мор, який озвучував антагоніста Дейна Вогеля в Saints Row 2, повідомив, що він працює над озвученням наступної гри Saints Row. Пізніше стало відомо, що Volition представить нову гру на PAX Prime 29 серпня 2014 року. Вони дражнили зображенням, на якому була зображена спіритична дошка з лілією Святих на ній. Пізніше, на своїй панелі того ж дня, Volition і Deep Silver підтвердили, що до Saints Row IV вийде окреме доповнення під назвою Saints Row: Gat out of Hell. Спочатку реліз гри був запланований на 27 січня 2015 року для Microsoft Windows, PlayStation 3, PlayStation 4, Xbox 360 і Xbox One, але пізніше був перенесений на 20 січня 2015 року в Північній Америці і 23 січня 2015 року в Європі. Гра буде випущена в комплекті з Saints Row IV: Re-Elected для Xbox One та PlayStation 4.
Розширення було частково натхненне фільмами Діснея, які є однією з «великих любовей» творчого директора гри, Стіва Яроса. Він хотів, щоб гра пародіювала казкові якості та «химерні пісні про кохання» жанру діснеївських фільмів. Частини сюжету були взяті з таких фільмів, включаючи пролог до дня народження зі Сплячої красуні, неживі предмети, що розмовляють, принцеса Єзавель, яка повстає проти свого батька, Сатани, через вибір чоловіка, та музичні номери, де Сатана сентиментально співає. Відкритий світ був задуманий як «весела коробка з іграшками», яка заохочувала до подорожей через політ. Презентаційний трейлер у січні 2015 року містив телефонний номер гарячої лінії з музикою, що заохочувала до утримання.

## Прийом
Saints Row: Gat out of Hell отримала загалом змішані відгуки. Сайт Metacritic дав версії для Microsoft Windows 66/100 на основі 24 рецензій, версії для Xbox One — 65/100 на основі 16 рецензій, а версії для PlayStation 4 — 64/100 на основі 45 рецензій.
Бріттані Вінсент з Destructoid поставила грі 8/10, похваливши сеттінг гри, освіжаючі надздібності, новий склад персонажів, цікаві типи ворогів і цікавий світ, який, за її словами, «відчувається набагато більш відшліфованим і закінченим, ніж симулятор Стілпорту в Saints Row IV». Однак вона розкритикувала коротку тривалість гри. Вона підсумувала огляд словами: «У Saints Row немає плану дій та життєвих уроків, які можна було б засвоїти. Існує лише чистий ескапізм, для якого, на мою думку, і призначені ігри. Кожного разу, коли я відчую, що мені потрібна перерва, Saints Row гордо стоятиме на моїй полиці». Ендрю Райнер з Game Informer поставив грі 7,5/10, похваливши вартісні побічні активності, добре продумані діалоги, задовільну наскрізну систему, креативну зброю та розповідь історії. Однак він розкритикував графіку, яка, за його словами, знаходиться на рівні з версією Saints Row IV останнього покоління, а також періодичні втрати частоти кадрів. Він також критикував гру за недостатню складність ігрового процесу.
Мікель Репараз з IGN розкритикував гру за відсутність традиційних сюжетних місій, а також за повторювані побічні місії, невиразну графіку та надзвичайну кількість багів. Алекс Карлсон з Hardcore Gamer поставив грі оцінку 3.5/5, похваливши озвучку, діалоги, колекційні предмети, механіку польоту та ігровий світ, який, за його словами, «має баланс між знайомим і свіжим», але критикуючи гру за те, що вона занадто схожа на оригінальну Saints Row IV з точки зору різноманітності надздібностей і типів місій, а також за посередній сюжет і графічні глюки. Філ Севідж з PC Gamer оцінив гру на 67/100, похваливши дизайн світу і внутрішньоігрові можливості, такі як політ, які, за його словами, «надали нове відчуття свободи». Однак він розкритикував відсутність належних місій кампанії та сценаріїв, обмежену творчість, а також погану бойову систему. Він закінчив огляд, сказавши, що «Gat out of Hell пропонує всі розваги у відкритому світі, характерні для ігор серії Saints Row, але вона рідко демонструє ту іскру творчості, яка зробила [Saints Row: The Third і Saints Row IV] такими чудовими».